# Eparctocyonia
Eparctocyonia é um clado de mamíferos ungulados que inclui as ordens Arctocyonia, Mesonychia e a superordem Cetartiodactyla, subdividida na ordem Artiodactyla (atualmente reconhecida como um agrupamento parafilético de pelo menos quatro subgrupos: Tylopoda, Suiformes, Ruminantia e Ancodonta, cujas inter-relações ainda são polêmicas), e a ordem Cetacea, que inclui golfinhos e baleias, evoluídos a partir de ancestrais terrestres. São considerados uma subdivisão do grupo Laurasiatheria.

## Filogenia
```
  
Eparctocyonia

  |--
Arctocyonia

     |--
Mesonychia
 
     `--|--
Ruminantia
 
        `-----
Suiformes

           |     
           `---|-------------
Cetacea

               |
               `---
Ancodonta
```